# مانديب سينغ
مانديب سينغ (18 ديسمبر 1991 في الهند - ) هو لاعب كريكت هندي. شارك مع منتخب الهند الوطني للكريكت. أما مع النوادي، فقد لعب مع كلكتا نايت رايدرز ورويال تشالنجرز بنغالور وبنجاب كينغز.

## وصلات خارجية
- مانديب سينغ على موقع إي آس بي آن كريك إنفو (الإنجليزية)